# Albert-Einstein-Gymnasium Ravensburg
Das Albert-Einstein-Gymnasium ist ein städtisches allgemeinbildendes Gymnasium in Ravensburg. Es teilt sich mit dem Spohn-Gymnasium ein 1912–1914 erbautes Schulgebäude, das unter Denkmalschutz steht. Im Schuljahr 2015/2016 besuchten etwa 680 Schüler das AEG. Das Gymnasium bietet neben dem naturwissenschaftlichen Profil auch ein sprachliches Profil sowie ein Sportprofil an.

## Geschichte
Vorläufer des heutigen naturwissenschaftlich-neusprachlichen Gymnasiums war die 1805 begründete (Ober-)Realschule für Jungen, die 1951 zum Neuen Gymnasium neben dem bisherigen humanistischen Gymnasium, dem heutigen Spohn-Gymnasium, erhoben wurde.
Zunächst wurden Baulichkeiten im ehemaligen Franziskanerinnen-Kloster unterhalb des Mehlsacks genutzt. Seit 1914 wird ein 2022 renoviertes Gebäude gemeinsam mit dem Spohn-Gymnasium genutzt.
Mit dem Schuljahr 1971/72 wurde die Koedukation eingeführt, und die Schule erhielt wie einige andere naturwissenschaftlich orientierte Gymnasien dieser Zeit den Namen Albert-Einstein-Gymnasium.
Im Schnitt werden ca. 50–60 Schülerinnen und Schüler jährlich zum Abitur geführt.

## Bekannte Schüler
- Sebastian Hölz (* 1972), Schauspieler[9]
- Kirsten Mahlke (* 1972), Literaturwissenschaftlerin und Hochschullehrerin[10]
- Jens Rommel (* 1972), Jurist und Generalbundesanwalt
- Claus Arnold (* 1965), Kirchenhistoriker und Hochschullehrer[11]
- Isa Dahl (* 1965), Malerin
- Rolf Wicker (* 1965), Bildhauer[12]
- Steffen Hillebrecht (* 1965), Hochschullehrer
- Markus Zähringer (* 1965), Radiologe, Hochschullehrer, Erster Ärztlicher Direktor am Marienhospital Stuttgart[13]
- Rainer Kapellen (* 1963), Politiker
- Till Richter, Kunsthistoriker, Kunstsammler und Museumsgründer (Herrenhaus Buggenhagen)[14]
- August Schuler (* 1957), Politiker (CDU) und Landtagsabgeordneter
- Jürgen Bretzinger (* 1954), Filmregisseur, Filmproduzent und Drehbuchautor
- Robert Schad (* 1953), Bildhauer[15]
- Werner Schempp (* 1952), Ministerialdirigent im Staatsministerium Baden-Württemberg und Präsident der VWA-Hochschule Stuttgart
- Hans-Peter Uhl (1944–2019), Politiker (CSU) und Bundestagsabgeordneter

## Bekannte Lehrer
- Ernst Arnegger (* 1944), Lehrer und Landtagsabgeordneter
- Arnold Diehm (1929–2018), Pädagoge,[16] Philosoph, Leiter des Staatlichen Seminars für Lehrerbildung Weingarten[17]
- Jupp Eisele (* 1935), Schulleiter, Kunstlehrer und Ausstellungskurator[18][19][20]